# Lethe sumatrensis
Lethe sumatrensis är en fjärilsart som beskrevs av Otto Staudinger 1896. Lethe sumatrensis ingår i släktet Lethe och familjen praktfjärilar. Inga underarter finns listade i Catalogue of Life.